# Dichaetomyia bilimbata
Dichaetomyia bilimbata este o specie de muște din genul Dichaetomyia, familia Muscidae. A fost descrisă pentru prima dată de Jacques-Marie-Frangile Bigot în anul 1885. Conform Catalogue of Life specia Dichaetomyia bilimbata nu are subspecii cunoscute.